# Dany Doriz
Dany Doriz, né à Boissy-Saint-Léger le 6 septembre 1941, est un vibraphoniste de jazz français, ayant auparavant suivi des études classiques de saxophone, piano et percussions. Depuis les années 1970, il est le propriétaire du Caveau de la Huchette, célèbre club de jazz du 5e arrondissement de Paris.
Dany Doriz s'impose comme un acteur incontournable de la scène du jazz. Musicien d'exception, s'affranchissant de ses racines sans les renier, son jeu personnel véloce et son sens de l'harmonie donnent au vibraphone ses lettres de noblesse d'instrument soliste. Sa carrière tient du bottin mondain : il a joué en invité avec beaucoup des plus grands jazzmen du monde.
Lionel Hampton reconnaissait en lui "un fils spirituel", l'accueillant dans son big band, les deux vibraphonistes jouant ensemble sur le même vibraphone.
Dan Doriz se passionne dès l’âge de seize ans pour le vibraphone et le jazz. C'est lorsque Geo Daly lui fait écouter un disque de Lionel Hampton, Plaid avec Harry Edison, Art Tatum et Buddy Rich, qu'il choisit son orientation musicale. En 1958-1959, il fait l’expérience de la scène et joue à Paris, aux Trois Mailletz, avec Mez Messrow, Albert Nicholas, Peanuts Holland, Don Byas, Benny Waters et Dominique Chanson. Dans les années 1960, il forme un quintet avec le violoniste Jean-Luc Ponty et le clarinettiste Gerard Badini, et participe à des festivals de jazz en France et en Europe, notamment à la grande nuit du jazz Salle Wagram à Paris, lee festival de Zurich en Suisse …Il enregistre son premier disque (33 tours) avec cette formation vibraphone-violon complétée par le clarinettiste Jean Tordo. Il est choisi par Memphis Slim pour jouer avec lui dans de nombreux concerts, et ils enregistrent ensemble un super-45 tours "Dany Doriz and Memphis Slim jam session". Il est ensuite sollicité par Stéphane Grappelli avec lequel il effectue des tournées triomphales.
Rencontre avec le roi du Swing
En 1975, Dany Doriz rencontre Lionel Hampton à New-York. Ils se lient d'amitié et c’est tout naturellement qu’ils décident de se produire ensemble lors d’une grande tournée en 1976. Accompagnés par le Big Band de Lionel Hampton. Dany et Lionel  jouent sur le même vibraphone et enregistrent chez Barclay. Cette tournée est clôturée par un concert exceptionnel du Lionel Hampton Big Band avec Dany Doriz, au Caveau de la Huchette, le célèbre temple du jazz à Paris, dont il est propriétaire. C’est dans cette folle ambiance que le club fête ses trente ans de jazz. Lionel Hampton a toujours considéré Dany Doriz comme son fils spirituel pour sa vélocité, son jeu inventif, son sens de l’harmonie et du swing, imprimant sa propre personnalité.
la carrière à dimension internationaleDany Doriz forme le trio "System D" avec l'organiste américain Wild Bill Davis et le batteur Michel Denis : ce trio fonctionnera avec succès pendant plusieurs années et sera choisi par le Hot Club de Limoges pour célébrer son 30e anniversaire. Ce sera l’occasion de sortir un double album d’anthologie qui sera réédité en CD chez Delta Music en 1998.A la même époque, Dany Doriz fait partie du quartet hollandais "The Flashback Quartet" avec lequel il participera pendant plusieurs années au Nord Sea Jazz Festival à La Haye et enregistrera un album live au cours de l'un de ces festivals. Avec cette formation, il enregistre deux autres albums en Hollande, et se produit très fréquemment au Benelux.
En 1982, il forme une première fois, son Big Band dans la tradition des grands orchestres américains qui ont enthousiasmé le public, recréant ainsi l'ambiance des clubs mythiques du "Cotton Club" et du "Savoy". Le Big Band accueillera en Guest Star le saxophoniste Arnett Cobb, notamment à Limoges.Dany Doriz est sollicité en free-lance pour se produire dans toute l'Europe, aux U.S.A. et en Afrique. Il prend part à de nombreux concerts et festivals avec Lionel Hampton, Claude Bolling,  Bill Coleman, Ray Brant, Cat Anderson, Milt Buckner, Hal Singer, Zanini, Guy Lafitte, Illinois Jacquet Al Grey, Harry Sweet's Edison, Ted Curson, Benny Bailey, Scott Hamilton, Duffy Jackson, Alvin Queen, Thoots Thielemans, Sacha Distel, Deborah Brown, Mandy Gaines, Gilda Solve, Gianni Basso (Italie), Fin Ziegler (Danemark) .. 
Il se produit pendant plusieurs années, en Belgique avec le trio du célèbre bassiste Roger Van Ha, et est régulièrement invité  aux USA (New-York et New-Jersey), avec Ted Curson.En 1997 Il participe à la prestigieuse croisière du jazz en Méditerranée en compagnie de Clark Terry,  Red Holloway, Buster Cooper, Butch Miles, Wild Bill Davis, Eddie Jones...Il fait partie de la formation "de Montmartre à Brodway" avec Marcel Azzola et Marc Fosset, et forme pendant plusieurs années un quintet avec Christian Morin.
Dany Doriz crée en 1998 un spectacle de prestige dont il assure la direction artistique : "LE CAVEAU DE LA HUCHETTE SWING SHOW" qui réunit 25 artistes musiciens, chanteurs et danseurs, dans un show de plus de 2 heures qui retrace plus de 60 ans de jazz. Ce show est proposé en concert pour festival et soirées. Spectacle choisi par la Ville de Paris pour une soirée de gala, prébiscité par le public.Dany DORIZ se produit régulièrement en Quartet, le Quintet ou le Sextet sur le thème "IN MEMORIES OF YOU, LIONEL HAMPTON" avec Marc Fosset, (guitariste de Stéphane Grappelli)  et le clarinettiste BOB WILBER.Il remporte avec sa formation "Dany Doriz et Sweet System" le Grand Prix du Jury "Revelations 2004" à Juan les Pins. Il est demandé dans les grands festivals mondiaux : entre autres, Saint-Louis du Sénégal, Dakar, directeur de plateaux artistiques pour croisières de « Jazz en Mer », animation de la soirée de prestige en Guinée Conakry pour son Excellence le Président Alpha Condé.
Jazz forever
Depuis janvier 1970, il assure également la direction et l'animation du temple parisien du jazz : LE CAVEAU DE LA HUCHETTE qui permet depuis plus de 65 ans aux artistes renommés et débutants de se produire sur une scène prestigieuse de la capitale, le club étant ainsi un creusets unique de rencontres, d’échanges et de création.
Les enregistrements
Musiques de films, entre autres avec Vladimir Cosma. Des émissions de radio lui ont été consacrées sur la radio de jazz TSF, en Belgique, en Suisse....Enregistrements de nombreux albums avec :  LIONEL HAMPTON, MILT BUCKNER, MEMPHIS SLIM, WILD BILL DAVIS, BILL COLEMAN, MAXIM SAURY, BOB WILBER, EDDIE JONES, BUTCH MILES, DUFFY JACKSON , FINN ZIEGLER, SACHA DISTEL, MARCEL AZZOLA, GEORGES ARVANITAS, PATRICK SAUSSOIS "Alma Sinti", LES SWEET SYSTEM, GERARD RINALDI.
Pour ne citer que les derniers enregistrements :- 2005 - ON THE NEW JERSEY ROAD (en trio avec Philippe Duchemin et Patricia Lebeugle) enregistré aux États-Unis à la suite de la tournée – Figure dans ce CD le titre composé par Dany Doriz « Beautiful Eyes » choisi pour accompagner, en boucle, sur les ondes radio, le périple de la première capsule « Appollo » autour de la lune. Paru chez Futura Marge. En 2006, enregistrement avec MANU DI BANGO :  "MANU DI BANGO joue SIDNEY BECHET featuring DANY DORIZ" en souvenir du ravage de la Louisiane, par le cyclone "Katrina". Les plus belles mélodies de Sidney bechet revisitées au saxophone alto et au vibraphone. En 2007, pour célébrer la mémoire de Lionel Hampton, Dany Doriz forme son BIG BAND avec un répertoire qui reprend sur des arrangements originaux orchestrés par Pascal Thouvenin, les grands succès du des big bands mythiques. Les jeunes musiciens de ce big band sont représentatifs du potentiel de la nouvelle génération de jazzmen de la scène parisienne. Ils connaissent tous les répertoires, maitrisent l’instrument tant en improvisation qu’en pupitre et « swinguent » à l’image de leur leader. (CD « Live at the Meridien » paru chez Black and Blue.
En 2008 : pour le centenaire de la naissance de Lionel Hampton, il participe à divers concerts avec le Big Band de Claude Bolling et le big band de François Laudet. Dany recrée son BIG BAND avec des arrangements originaux orchestrés par Pascal Thouvenin, avec de jeunes musiciens de la scène française. Il connaissent tous les répertoires, maîtrisent l'instrument tant en improvisation qu'en pupitre et swinguent à l'image de leur leader Dany Doriz.
DANY DORIZ SPECIAL GUEST SCOTT HAMILTON Les concerts avec ce saxophoniste américain prestigieux, star mondial du jazz, sont toujours accueillis avec enthousiasme par le public. Depuis plusieurs années, Dany et Scott se produise dans tous les festivals et c’est tout naturellement que l’enregistrement d’un CD ensemble s’est imposé.  parution 2014 - chez Fremeaux. Pour ce CD il a invité sur quelques titres Marc Fosset, mais aussi RONALD BAKER avec qui il tourne en concert avec l’organiste Philippe Petit et Didier Dorise.
DANY DORIZ BIG BAND SPECIAL GUEST MANU DIBANGO ET RONALD BAKER  -  Pochette du CD dessinée par l’ami CABU : ils ont fêtés ensemble la sortie du CD le 12 Décembre 2014 au Caveau de la Huchette pour l’anniversaire de Manu Dibango, un mois avant le tragique événement à Paris.
DANY DORIZ concepteur de spectacles à thèmes. Dans de nombreuses villes de France, des spectacles dans le cadre du « Caveau de la Huchette en tournée » remportent partout un vif succès auprès du public . Des spectacles conçus « sur mesure » pour s’adapter aux spécificités des salles. Toujours sur les thèmes festifs du jazz qui swing.
ANTHOLOGIE DU CAVEAU DE LA HUCHETTE.  SORTIE CHEZ FREMEAUX ET ASSOCIES 2017 INCLUANT LE TITRE  « ANOTHER DAY OF SUN DU FILM “LA LA LAND” dans lequel le Caveau de la Huchette est mis à l’honneur.
THE CAVERN à LIVERPOOL  Le Caveau de la Huchette a inspiré le créateur de « THE CAVERN à Liverpool qui souhaitait reconstituer le club mythique à Liverpool : les Beatles y ont fait leurs 300 premiers concerts. Le DANY DORIZ GROUP a été convié pour jouer au 60e anniversaire de THE CAVERN en janvier 2017 et son nom est gravé dans le mur des stars.

Récompenses
Grand Prix à Juan-les-Pins avec le trio de chanteuses SWEET SYSTEM avec son fils Didier Dorise à la batterie.
- Jazz Hot lui consacre sa première de couverture (avec Lionel Hampton) en septembre 1997 dans un numéro spécial consacré au vibraphon
- Jazzman dans sa parution d'octobre 2006 évoque, par la plume d'Alain Thomas, "son talent d'improvisateur et ses qualités de swingman, sa générosité qui le porte à donner leur chance à de jeunes musiciens" et parle "d'une carrière et d'une trajectoire exemplaire". 
Il a été  plusieurs fois Prix du Hot-Club de France, notamment pour son anthologie de 60 ans de carrière parue chez Fremeaux, et également Grand Prix du Hot Club de France en 2022 pour le CD DORIZ-PASTRE
- 2022 : Prix Jazz Classique pour Dany et Didier Doriz/Michel et César Pastre, Fathers & Sons – The Lionel Hampton/Illinois Jacquet Ceremony (Frémeaux & Associés / Socadisc)[1]

## Discographie
| Année | Album                                | Notes                                       | Label             |
| ----- | ------------------------------------ | ------------------------------------------- | ----------------- |
| 1976  | "Ring dem Vibes - Jazz in Paris"     | Avec Lionel Hampton                         | -                 |
| 1978  | "Jazz Live 1978"                     | -                                           | -                 |
| 1980  | "Hits of the Giants of Jazz"         | Lionel Hampton&Wild Bill Davis              | -                 |
| 1981  | "Northsea Jazz Festival '81"         | Flashback Quartet                           | -                 |
| 1989  | "A touch of Swing"                   | Flashback Quartet                           | -                 |
| 1991  | "Dany Doriz Octet"                   | -                                           | SL-CD-7037        |
| 1993  | "My Favorite Vibes"                  | avec Duffy Jackson                          | DJ 549-2          |
| 1994  | "This one's for Basie"               | -                                           | BB 860.2 ND 215   |
| 1995  | "Memories of You : Lionel and Benny" | -                                           | BB 897.2 ND 216   |
| 1996  | "45 th Anniversary"                  | Le Caveau de la Huchette                    | -                 |
| 1997  | "Classical Jazz"                     | -                                           | -                 |
| 1999  | "Jazzola"                            | Marcel Azzola                               | BB 657.2 ND 216   |
| 1999  | "Fiddin' in Rhythm"                  | -                                           | Black & Blue659.2 |
| 2004  | "Jazz Fever"                         | avec Sweet System                           | BB 680 2 / ND 217 |
| 2005  | "On the new Jersey road"             | avec Patricia Lebeugle et Philippe Duchemin | -                 |
| 2007  | "Hommage à la Nouvelle-Orléans"      | avec Manu Dibango                           | Cristal Records   |
| 2007  | "Live at the Méridien"               | Dany Doriz Big Band                         | Black & Blue      |